# Oliver Chris
Oliver Chris, né le 2 novembre 1978 à Royal Tunbridge Wells, en Angleterre, est un acteur britannique.

## Filmographie

### Cinéma
- 2002 : Les Témoins : Brett
- 2004 : Bridget Jones : L'Âge de raison : le directeur dans la galerie
- 2006 : Corpse : Kevin Brown
- 2010 : Huge : Darren
- 2012 : Mancrush : Paul
- 2012 : Is This a Joke? : Driving Me Nuts
- 2012 : Another World : Arthur
- 2017 : National Theatre Live: Twelfth Night : Orsino
- 2017 : National Theatre Live: Young Marx : Friedrich Engels
- 2018 : Man of the Hour : Hector
- 2018 : The Little Stranger : Tony Morley
- 2019 : A Midsummer Night's Dream : Theseus, duc d'Athènes et Oberon, roi des fées
- 2020 : Le Voyage du Docteur Dolittle : Sir Gareth
- 2020 : Emma. : John Knightley
- 2020 : Miss Marx : Friedrich Demuth
- 2022 : Vivre : Hart
- 2022 : Et l'amour dans tout ça ? : James
- 2023 : White Widow : Andrew

### Télévision
- 2000 : Lorna Doone : Charley Doone
- 2001 : The Office : Ricky Howard (6 épisodes)
- 2002 : Rescue Me : Les Héros du 11 septembre : Luke Chatwin (6 épisodes)
- 2003 : Casualty : Tim Lasky (1 épisode)
- 2003 : Sweet Medecine : Geoff Sweet (9 épisodes)
- 2004-2006 : Green Wing : Boyce (18 épisodes)
- 2005 : According to Bex : Ryan (8 épisodes)
- 2006 : The IT Crowd : Daniel Carey (1 épisode)
- 2006 : Sharpe : Leonard (2 épisodes)
- 2006 : Tripping Over : Sam (4 épisodes)
- 2007 : Bonkers : Marcus Lewis (6 épisodes)
- 2008 : Fairy Tales : Vukoosin Ergovich (1 épisode)
- 2008 : Hotel Babylon : David Duncan (1 épisode)
- 2009 : FM : Matt Kyle (1 épisode)
- 2011 : Affaires non classées : Dr James Sabiston (2 épisodes)
- 2013 : Stepping Out : le narrateur (5 épisodes)
- 2013 : Phinéas et Ferb : M. Macabre (1 épisode)
- 2013 : Breathless : Richard Truscott (6 épisodes)
- 2013-2015 : Bluestone 42 : Nick (17 épisodes)
- 2016 : The Scandalous Lady W : le vicomte Deerhurst
- 2016 : The Musketeers : le duc de Beaufort (1 épisode)
- 2016-2022 : Motherland : Paul (11 épisodes)
- 2017 : King Charles III : William
- 2017 : La Loi de Milo Murphy : voix additionnelles (1 épisode)
- 2018 : The Queen and I : le prince de Galles
- 2019 : Les Enquêtes de Morse : Dr Elliot Wingqvist (1 épisode)
- 2019 : Quatre Mariages et un enterrement : Perce Nighthall (1 épisode)
- 2020-2022 : Trying : Freddy (20 épisodes)
- 2022 : The Crown : James Colthurst (1 épisode)
- 2022 : Miss Scarlet, détective privée : Basil Sinclaire (3 épisodes)
- 2023 : Maternal : Guy Cavendish (6 épisodes)
- 2023 : Foundation : Sef Sermak
- 2024 : Rivals : James Vereker